# Świętochłowice
Świętochłowice (pronunciat  [ˌɕvjɔ̃tɔxwɔˈviʦɛ] (?·pàg.); en alemany: Schwientochlowitz) és un poble del sud de Polònia amb 46.494 habitants (2021). Està situat al voivodat de Silèsia.
El 1943 va allotjar un camp de concentració nazi depenent del camp d'Auschwitz.])